# Mantelliceras
Mantelliceras is een uitgestorven geslacht van mollusken, dat leefde tijdens het Krijt.

## Beschrijving
Deze ammoniet had een involute schelp met een vrij kleine navel en een vlakke buikzijde. De in doorsnee rechthoekige windingen bevatten op de zijkant regelmatig afwisselende lange en korte ribben. De diameter van de schelp bedroeg ongeveer 4,5 cm.

## Leefwijze
Dit geslacht had geen gestroomlijnde schelp, dus is het onwaarschijnlijk dat ze goede zwemmers waren.